# Redskins de Boston
Cet article court présente un sujet plus développé dans : Redskins de Washington.
Les Redskins de Boston (Boston Redskins) était le nom que portait la franchise NFL des Redskins de Washington (Washington Redskins) entre 1933 et 1936, date de son déménagement à  Washington et de son changement de nom.